# Großensee (Holstein)
Großensee (niederdeutsch Grotensee) ist eine Gemeinde im Kreis Stormarn in Schleswig-Holstein. Schierholzkate, Pfefferberg und Glashütte liegen im Gemeindegebiet.

## Geschichte
Großensee wurde als Gemeinde erstmals 1248 erwähnt. Der Ort ist nach dem gleichnamigen See benannt. Seit dem 16. Jahrhundert gehörte Großensee zum alten landesherrlichen Amt Trittau. Dort gehörte es zu den siebzehn so genannten Holzdörfern.
Nach der Annexion Schleswig-Holsteins durch Preußen kam Großensee zum neu gegründeten Kreis Stormarn und mit Einführung der preußischen Kommunalverfassung 1889 zum Amtsbezirk Siek. 
Zum Ende des Zweiten Weltkrieges wurde Deutschland schrittweise besetzt. Zum Ende des Krieges waren zahlreiche Flüchtlinge und Heimatvertriebenen aus den Ostgebieten des Deutschen Reiches nach Schleswig-Holstein geflüchtet (vgl. Flüchtlinge in Schleswig-Holstein nach dem Zweiten Weltkrieg). Auch nach Großensee flüchteten Menschen. In Folge verdoppelte sich die Bevölkerung Großensees.
Mit Gründung des Amtsbezirks Lütjensee (ab 1948: Amt Lütjensee) wurde Großensee diesem zugeordnet. Als das Amt Lütjensee im Rahmen der kommunalen Neuordnung 1972 aufgelöst wurde, fiel die Gemeinde an das Amt Trittau.

## Religion
Die meisten konfessionell gebundenen Einwohner gehören der evangelisch-lutherischen Kirche an. Seit 1248 gehörte die Gemeinde zum neu gegründeten Kirchspiel Trittau. Im 14. Jahrhundert kam es zum Kirchspiel Siek, um nach der Reformation wieder von Trittau aus geistlich versorgt zu werden. Im Jahr 1953 wurde Großensee zusammen mit Grönwohld und Lütjensee aus der Kirchengemeinde Trittau herausgelöst und gehört seitdem zur Evangelisch-Lutherischen Kirchengemeinde Lütjensee.

## Politik

### Gemeindevertretung
Bei der Kommunalwahl am 14. Mai 2023 wurden insgesamt 14 Sitze vergeben. Von diesen erhielten die Bürger für Großensee sechs Sitze und die Aktive Wählergemeinschaft Großensee und die Grünen jeweils vier Sitze.

### Wappen und Flagge
Wappen: Blasonierung: „Über blauem Wellenschildfuß, dieser belegt mit drei 2 : 1 gestellten silbernen Fischen, in Silber ein bewurzeltes grünes Eichbäumchen mit drei nach Art eines Kreuzes angeordneten Zweigen.“
Flagge: Die Gemeindeflagge zeigt auf einem im Verhältnis 5:4 im Wellenschnitt geteilten, oben weißen und unten blauen Flaggentuch die Figuren des Gemeindewappens in flaggengerechter Tingierung.

## Kultur und Sehenswürdigkeiten
In der Liste der Kulturdenkmale in Großensee (Holstein) stehen die in der Denkmalliste des Landes Schleswig-Holstein eingetragenen Kulturdenkmale.

### Grünflächen und Naherholung
Am Südufer des gleichnamigen Sees liegt ein Naturstrand-Freibad mit DLRG-Station. In unmittelbarer Nähe mit direktem Zugang zum Bad ist ein Campingplatz angesiedelt.

### Sport
Es existieren diverse Kultur- und Sportvereine: AWO Ortsverein Großensee, Naherholungs- und Kulturverein Großensee von 1966, Senioren-Union Großensee, Spiel- und Sportverein Großensee von 1952, Reit- und Fahrverein Sieker Berg–Großensee, Reit- und Fahrverein Stormarnsche Schweiz, Tennis-Club Großensee von 1971, Golf-Club Großensee, Fanfarenzug Stormarnsche Schweiz, Siedlergemeinschaft Großensee, Freiwillige Feuerwehr Großensee u. a.

## Wirtschaft und Infrastruktur

### Bildung
Die Fahrbücherei im Kreis Stormarn fährt im Drei-Wochen-Rhythmus fünf Haltepunkte in Großensee an.

### Verkehr
Durch den HVV (Hamburger Verkehrsverbund) wird eine Busverbindung nach Rahlstedt und Trittau betrieben.
Großensee ist durch die Bundesstraße 404 (Kiel–Lauenburg/Elbe) an das überregionale Straßennetz angebunden.